# アルワムナ
アルワムナ（Alluwamna, 紀元前15世紀）は、ヒッタイトの大王。

## 来歴
アルワムナはヒッタイトの大王テリピヌの娘婿であり、その後継者に指名されていた。しかしその後の即位の経緯は明らかではない。おそらくタフルワイリがテリピヌの死後王位を簒奪し、のちにアルワムナが王位を奪回したと思われる。アルワムナが先に王位につき、タフルワイリに追われた可能性も否定できず、この王についてはその他のことは何も知られていない。
ある記録では、アルワムナの跡は息子のハンティリ2世が継いだとされている。